# Платинадиртуть
Платинадиртуть — бинарное неорганическое соединение
платины и ртути
с формулой Hg2Pt,
кристаллы.

## Получение
- Реакция паров ртути с металлической платиной:

{\displaystyle {\mathsf {Pt+2Hg\ {\xrightarrow {436^{o}C}}\ Hg_{2}Pt}}}

## Физические свойства
Платинадиртуть образует кристаллы
тетрагональной сингонии,
пространственная группа P 4/mmm,
параметры ячейки a = 0,4687 нм, c = 0,2913 нм, Z = 1,
.
Соединение образуется по перитектической реакции при температуре 436°С .